# Jean Thibaud
Pour les articles homonymes, voir Thibaud.
Jean Thibaud (né le 12 mai 1901 à Lyon, mort le 22 mai 1960 à Lyon) était un physicien français spécialiste des rayons X et de la radioactivité, collaborateur de Maurice de Broglie entre 1923 et 1935, puis professeur de Physique expérimentale à l'Université de Lyon. En 1930,  il a conçu et réalisé à Paris un accélérateur circulaire de particules, semblable à celui qu'ont développé  Milton Stanley Livingston et Ernest Orlando Lawrence à Berkeley quelques mois plus tard et que ce dernier a appelé cyclotron. À la même époque, il a mis en évidence les propriétés du positron, particule récemment découverte par Carl David Anderson dans le rayonnement cosmique. Il a fondé l'Institut de physique atomique de Lyon en 1937 et préparé sa transformation en Institut de physique nucléaire de Lyon sur le campus de la Doua au début des années 1960.

## Biographie

### Premières années
Jean Valentin Thibaud naît le 12 mai 1901, rue de la Pyramide, renommée rue Marietton, dans le quartier de Vaise qui, à cette époque, fait partie du 5ème arrondissement de Lyon. Il est fils de Jean-Claude Thibaud, comptable, et de Marie Mathilde Augustine Boudin. Son grand-père paternel, Jean Marie Thibaud, était boulanger à Saint-Paul-en-Jaretz. Son grand-père maternel, Marius Théophile Boudin était officier d'administration à Lyon.
Jean Thibaud fait ses études secondaires au lycée Ampère. Il s'inscrit à la faculté des sciences de Lyon et obtient une licence de Physique en 1919. Il poursuit sa formation à l'École supérieure d'électricité (Supélec) de Paris d'où il sort ingénieur en 1921. Il est à noter que Louis Leprince-Ringuet, né aussi en 1901, est entré à Supélec en 1920, après avoir été élève de l'École polytechnique, et qu'il a rejoint le laboratoire de Maurice de Broglie en 1929, après quelques années dans l'industrie. Jean Thibaud a 20 ans. Il doit faire son service militaire. Il obtient un sursis de six mois. Il est incorporé dans un régiment de Transmissions, le 8ème régiment du Génie, le 17 novembre 1922. Il est détaché à l'Ecole militaire du Génie à Versailles le 15 mai 1923 où il suit une formation d'officier de réserve (EOR). Il est promu sous-lieutenant le 16 novembre 1923 et affecté au 2ème bataillon du Génie au Mont Valérien. Il est libéré du service actif le 10 mai 1924. Il est promu lieutenant le 21 juin 1927.   

### Laboratoire des rayons X
Il est probable que Jean Thibaud soit entré au laboratoire de Maurice de Broglie pendant son service militaire, fin 1923, après sa formation EOR. Plusieurs photographies témoignent de sa présence en uniforme au laboratoire. Sa première publication est une communication à l'Académie des sciences, présentée par Maurice de Broglie le 19 mai 1924. Maurice de Broglie avait installé son laboratoire dans son hôtel particulier près de la place de l'Étoile : 
« Pour pouvoir travailler dans des conditions moins précaires que celles qu'offraient alors les laboratoires officiels, Maurice de Broglie aménage dans les sous-sols de son hôtel particulier, rue de Chateaubriand, un véritable laboratoire qu'il équipera avec le matériel le plus moderne de l'époque, et qu'il agrandira progressivement en installant des appareils de plus en plus encombrants dans une maison voisine de la rue lord Byron jusque là consacrée à des distractions plus futiles. [...] À partir de 1923, le laboratoire de la rue Lord Byron devient le laboratoire français des rayons X, où une nombreuse équipe de physiciens français et étrangers vont accomplir des travaux qui sont le point de départ des recherches fondamentales poursuivies au cours des trente dernières années. [...] Alexandre Dauvillier poursuivit l'œuvre de Maurice de Broglie sur les rayons X, Jean Thibaud, qui précéda de peu son maître dans la tombe, étudia la focalisation des électrons, les rayons X de grande longueur d'onde, les rayons gamma et les phénomènes radioactifs, Louis Leprince-Ringuet qui a exploré le domaine des rayons cosmiques et qui contribua aux travaux sur l'enregistrement des particules nucléaires au moyen des chambres de Wilson, Jean-Jacques Trillat qui continue l'étude de la diffraction des électrons [...], Claude Magnan qui s'est consacré au Collège de France à l'étude de la microscopie électronique et de l'optique protonique, René Lucas, collaborateur du début qui occupe aujourd'hui la chaire de Physique générale à la Sorbonne, le Père [Augustin] Dupré-Latour qui a continué ses travaux de physique  à l'Université Saint-Joseph à Beyrouth, sans oublier Louis Cartan, sauvagement assassiné par les Allemands, qui fut un pionnier dans le domaine de la spectrographie de masse, ni les français Ponte, Ferran, Crussard, Chanson et les nombreux physiciens étrangers qui, comme Bruno Rossi, Akiyama, Soltan ou Valouch, travaillèrent dans le laboratoire de Maurice de Broglie. »
Le laboratoire de Maurice de Broglie est donc un des meilleurs laboratoires de Physique du monde et, comme tel, fréquenté par les plus brillants jeunes chercheurs. Dans ces conditions scientifiquement excellentes, Jean Thibaud se spécialise et acquiert une compétence reconnue dans la détermination des énergies des rayons gamma issus des éléments radioactifs et des rayons bêta secondaires émis par effet photoélectrique. En 1925, il soutient sa thèse de doctorat ès-sciences physiques sur ces sujets devant un jury composé de Jean Perrin, Marie Curie et d'André Debierne. Après sa thèse, Jean Thibaud reste au laboratoire et oriente ses recherches vers l'analyse spectrale des rayons X. 
Mais, comme le souligne Louis Leprince-Ringuet, chez Maurice de Broglie, il faut travailler bénévolement :
« Ces jeunes scientifiques ne recevaient du duc de Broglie ni salaire ni indemnité. Il leur fallait se débrouiller soit auprès de la Caisse des Sciences (modeste distributeur d'allocations avant la création du CNRS), soit par des contrats auprès d'entreprises industrielles comme Thomson, Philips ou autre. C'était le contraire d'une administration, on venait pour travailler sans soucis de rémunération ».
Une autre possibilité est de faire des cours dans des lycées. Mais pour Thibaud, la situation ne peut pas s'éterniser. Il cherche donc un poste universitaire en province car, n'étant pas normalien, il n'a aucune chance d'obtenir un poste à Paris. D'autre part, Maurice de Broglie, qui apprécie ses qualités d'ingénieur, cherche à le garder au laboratoire, si possible à plein temps, pour assurer une permanence dans son équipe de chercheurs à mi-temps. C'est ainsi que Maurice de Broglie obtient pour Jean Thibaud, en 1928, un poste de directeur adjoint du laboratoire de Physique de l'École Pratique des Hautes Études de la faculté des sciences de Paris. Jean Thibaud s'intéresse alors au domaine intermédiaire entre les rayons X et les rayons ultraviolets, à leur diffraction et à leur réflexion.

### Autres laboratoires de physique parisiens
Entre les deux guerres, la politique scientifique était entre les mains de Jean Perrin et du clan des "intellectuels", presque tous normaliens, formé au moment de l'affaire Dreyfus : Émile Borel, Jean Perrin, Marie Curie, Paul Langevin et quelques autres. En physique, il reposait sur trois laboratoires : l'Institut du radium dirigé par Marie Curie, l'Institut de biologie physico-chimique dirigé par Jean Perrin et le Laboratoire de physique du Collège de France, dirigé par Paul Langevin. Le quatrième laboratoire parisien du même niveau scientifique était celui qu'avait fondé Maurice de Broglie avec les ressources de sa famille en termes de locaux et de financements. Maurice de Broglie était membre de l'académie des sciences depuis 1924 mais il n'était pas professeur. Il se trouvait donc à l'écart des instances de recrutement et de promotion universitaires ainsi que des jeux de pouvoirs. Son laboratoire, privé et indépendant, a fonctionné en bonne intelligence avec les trois autres jusqu'au seuil des années 1930. 
C'est alors que l'attribution du prix Nobel de Physique 1929 à Louis de Broglie confère au laboratoire des rayons X un supplément de notoriété qui, jusqu'alors n'appartenait qu'à l'Institut Curie et au laboratoire de Jean Perrin. De plus, Maurice de Broglie veut modifier les thèmes de recherche de son laboratoire. Il embauche Leprince-Ringuet et lui confie :
« Il m'expliqua son désir de voir son laboratoire changer, partiellement au moins, d'orientation. Il souhaitait qu'à côté de la physique des rayons X, une autre branche pu trouver un développement significatif, à savoir la physique des noyaux atomiques. »
Frédéric Joliot est agacé par cette nouvelle orientation qui implique l'étude plus approfondie de la radioactivité et instaure une concurrence directe avec l'Institut du radium. D'autre part, le contexte politique tendait à accentuer les dissensions possibles entre gens de gauche et gens de droite. Le clan des normaliens était engagé nettement à gauche et soutenait le front populaire tandis que l'équipe de De Broglie était plutôt conservatrice sans militance manifeste. Le divorce s'est précisément concrétisé autour de la compétition entre Jean Thibaud, collaborateur et protégé de De Broglie, et Frédéric Joliot, ancien élève de Langevin, collaborateur et gendre de Marie Curie. Il faut donc retracer la vie de Jean Thibaud en soulignant ce qui le distingue de et l'oppose à Frédéric Joliot.
Jean Thibaud était issu de la petite bourgeoisie lyonnaise et a fait ses études au lycée Ampère comme Jean Perrin. A la différence de Jean Perrin, il n'était pas boursier. Il n'avait pas fait l'École normale supérieure et il avait acquis sa licence de physique à Lyon et non à la Faculté des sciences de Paris. Cependant Jean Thibaud a probablement trouvé sa vocation en lisant les ouvrages de Jean Perrin, notamment Les Atomes. Il avait donc une profonde estime pour ce grand savant ainsi que pour Langevin et les Curie. Après ses études à Supelec et son service militaire, il est entré au laboratoire des rayons X. Jean Thibaud est resté célibataire.
Frédéric Joliot, dont le père avait combattu pour la Commune de Paris en 1870, est né à Sceaux en 1900. Il avait donc un an de plus que Thibaud. Il a fait des études secondaires au lycée Lakanal et est entré à l’École supérieure de physique et de chimie industrielles de la ville de Paris à 19 ans. Il a eu son diplôme d'ingénieur en 1923. Il a fait son service militaire qu'il a terminé comme sous-lieutenant d'artillerie. Paul Langevin qui avait repéré cet excellent élève, l'a persuadé de faire de la recherche et l'a recommandé à Marie Curie qui l'a pris dans son laboratoire en 1924. En 1926, Frédéric Joliot épousa Irène Curie.
Les contemporains de Joliot (né en 1900) et de Thibaud (né en 1901) : en 1900, Wolfgang Pauli, en 1901, Enrico Fermi, Werner Heisenberg, Ernest Orlando Lawrence, en 1902, Paul Dirac.

### Découverte du neutron et du positron (1932)
Jusqu'en 1932 on ne connaissait que deux particules élémentaires, le proton et l'électron. On connaissait quatre fonctions aux électrons. Ils pouvaient conduire le courant électrique. Ils pouvaient être "libres" comme dans les rayons cathodiques. Dans les atomes, les électrons péri-nucléaires neutralisaient la charge positive du noyau (atome de Bohr) et on pensait que des électrons intra-nucléaires neutralisaient directement un certain nombre de protons. En 1932, deux nouvelles particules ont été découvertes, le neutron et le positron. L'existence du neutron obligeait à reconsidérer la composition du noyau atomique. L'existence du positron pouvait conforter une prédiction théorique faite par Paul Dirac en 1928.
La découverte du neutron par James Chadwick est une très amère nouvelle pour Irène et Frédéric Joliot-Curie. Ils avaient toutes les cartes en main mais n'ont pas su interpréter leurs résultats. 
La découverte du positron par Carl David Anderson intéresse beaucoup les chercheurs. Jean Thibaud, qui est spécialiste de l'étude des rayonnements béta, entreprend aussitôt d'en déterminer les caractéristiques physiques et surtout de démontrer son annihilation au contact de la matière selon les prédictions de Dirac.

### Conférence Solvay de Physique (1933)

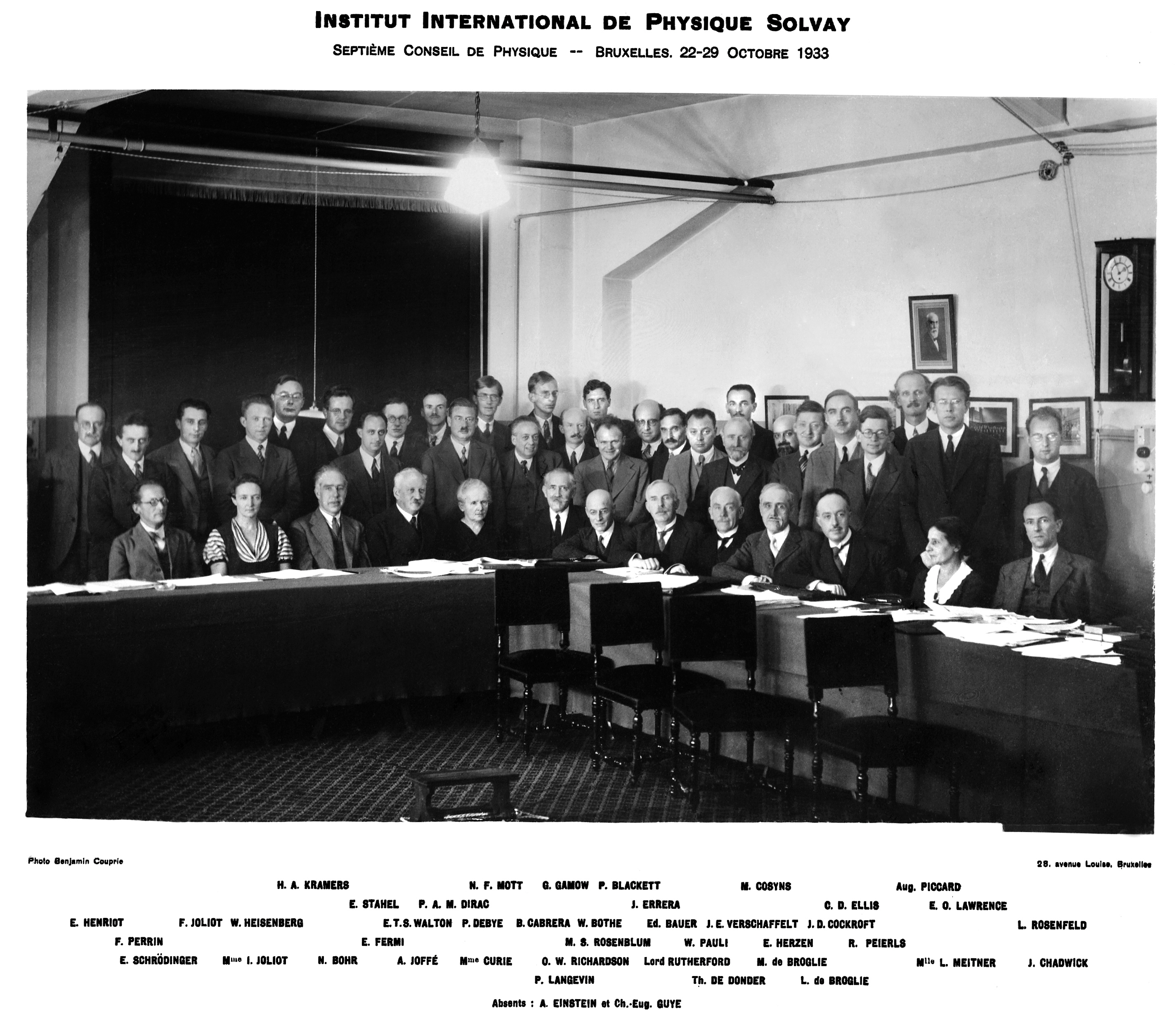
Septième Congrès Solvay de physique, 1933

L'année 1933 est marquée par la 7ème Conférence Solvay de physique, du 22 au 29 octobre à Bruxelles, dont le thème est Structure et propriétés des noyaux atomiques. Paul Langevin en est le président et il lui revient de lancer la quarantaine d'invitations. Il doit doser la participation des nations et des laboratoires. Jean Thibaud pose sa candidature pour parler des positrons mais elle n'est pas retenue, sans doute parce que le laboratoire des rayons X est déjà représenté par les deux frères de Broglie. Son absence à Bruxelles est d'autant plus regrettable pour lui que, début octobre, Paul Dirac a été désigné pour recevoir le Prix Nobel de Physique. Thibaud fait part de sa déception dans une lettre à Langevin du 16 octobre :
« Je vous fais remettre par porteur un cliché relatif à mes expériences sur les positrons que vous avez bien voulu me demander pour votre conférence d'aujourd'hui [...] Comme je vous le disais, je regrette pour le développement de ces recherches et particulièrement la confrontation des faits avec la théorie de Dirac qu'il n'ait pas été possible de me faire une place dans la délégation française au congrès Solvay prochain où ces très importantes questions viendront en discussion... »
Pendant la conférence, la surprise vient de la communication de Lawrence qui présente son invention: le cyclotron. Jean Thibaud, qui a développé la même invention et qui aurait été le seul vraiment compétent pour en discuter, n'est pas là. C'est Maurice de Broglie qui doit signaler que la même invention est en cours de développement dans son laboratoire. Comme il a la responsabilité de l'édition des actes de la conférence Solvay, il ajoute à l'édition une note de Jean Thibaud qui n'avait pas été présentée en séance, pour marquer l'antériorité ou, au moins, la simultanéité avec les américains, de la découverte du cyclotron. 
Pour Jean Thibaud, la déconvenue est donc double : d'une part, il a été empêché de présenter ses travaux sur le positron, sujet qui venait d'être couronné par le Prix Nobel et, d'autre part, il n'a pas pu rendre compte de ses propres travaux sur le cyclotron face à Lawrence qui n'était pas un très bon physicien. La frustration est d'autant plus grande que l'Institut du Radium a été amplement représenté par trois personnes: Mme Curie, Irène et Frédéric Joliot-Curie. 

### Positron (1933)
Aucune suite n'a été donnée au cyclotron dans le laboratoire des rayons X. Il est probable que De Broglie et Thibaud ont jugé qu'ils n'avaient pas les moyens financiers de poursuivre la compétition avec les américains. La mise en œuvre de puissants électroaimants et de sources de tension alternative de fréquence contrôlée auraient nécessité des collaborations industrielles dont il ne disposaient pas. 
De toute façon, depuis le début de l'année, Jean Thibaud consacre toute son attention au nouveau sujet scientifiquement brûlant : le positron. Il commence par perfectionner une méthode qu'il a développée pour fabriquer la source de ses cyclotrons: la méthode de la trochoïde. Pour ne pas se faire surprendre par la concurrence comme avec le cyclotron, il prend soin de marquer son territoire et de publier ses résultats aussitôt qu'ils sont acquis  par des notes à l'académie le 7 août, le 23 octobre et le 18 décembre 1933.
De son côté Frédéric Joliot a laissé à Irène le soin de poursuivre le sujet "neutron" et il s'est lancé lui aussi à la découverte du positron. Pour cela, il emprunte à Thibaud sa méthode de la trochoïde et il réussit à publier ses résultats démontrant l'annihilation du positron à la  même séance du 18 décembre (par la voix de Jean Perrin qui s'intéressait aussi au positron) que celle où est communiquée la note de Thibaud.
Jean Thibaud se retrouve donc dépouillé de l'exclusivité et de l'antériorité de sa découverte, par un collègue français proche qui, de plus, a utilisé ses propres méthodes pour faire sa démonstration. C'est une terrible frustration pour un chercheur qui peut crier à la concurrence déloyale. 
Dans l'affaire du spectre de la radioactivité β, survenue le 18 décembre 1950, soit exactement 17 ans jour pour jour après les communications sur le positrons, Jean Thibaud, accusé de plagiat, évoque cette vieille histoire dans sa défense et retourne l'accusation de plagiat vers Joliot.
« Cette offensive, menée en mon absence, ne surprendra que les non initiés. Elle n'est qu'un épisode d'une concurrence scientifique déjà ancienne. Déjà, il y a 17 ans, et en décembre également, Monsieur Joliot-Curie présentait à l'Académie des sciences, le même jour que moi, une importante démonstration de l'annihilation de l'électron positif. Le dispositif utilisé était déjà celui des précessions en trochoïde que j'utilise dans l'actuel travail. »
« Puisque l'on compare le texte des notes déposées le même jour sur une question considérée comme importante, j'invite le bureau [de l'Académie] à confronter deux notes sur la dématérialisation de l'électron positif, déposées en décembre 1933 à l'Académie, l'une par Mr F. Joliot, l'autre par moi. On y relèvera une curieuse identité dans les conclusions et même dans le dispositif expérimental utilisé pour parvenir au résultat (ce qui n'est pas le cas pour l'affaire actuelle); ce dispositif étant celui du champ magnétique inhomogène, méthode féconde que j'avais publiée dans les Comptes Rendus trois mois auparavant. J'aurai donc été porté à me plaindre d'avoir été plagié. »
Désormais, il ne sera que co-découvreur de l'annihilation du positron, comme le mentionne Anderson, dans son discours de réception du Prix Nobel de Physique en 1936: « Bien que la durée de vie des positrons n'ait pas encore été mesurée, il a été montré qu'elle est très courte et la radiation qui émane de leur annihilation a été observée. Les premiers à avoir fait cette observation furent Joliot et Thibaud. »
Jean Thibaud, qui a 32 ans, est en pleine possession de ses moyens intellectuels et au front de la recherche internationale, se retrouve, fin 1933, totalement neutralisé sans avoir fait de faux pas. Frédéric Joliot qui, fin 1932, avait manqué la découverte d'une nouvelle particule et le prix Nobel qui y était attaché, se trouve remis à flot à la fin 1933, grâce à l'attention bienveillante de Langevin et de Perrin.
En effet, Irène et Frédéric Joliot-Curie ont pu présenter leurs recherches sur le neutron à la conférence Solvay en présence de James Chadwick, se faire connaitre et discuter avec leurs collègues européens et américains. Ils ont aussi manifesté leur intérêt pour les positrons en proposant qu'ils puissent être des « électrons positifs de transmutation ». Cette possibilité a été reçue avec scepticisme par les participants. Peu après, en reconsidérant leurs expériences, ils découvrent que les positrons sont produits par un nouveau type de radioactivité. Quinze jours plus tard, ils donnent une preuve chimique de l’existence du premier radioélément artificiel, le phosphore 30 ainsi que d’un second, l'azote 13. Cette nouvelle découverte leur vaudra le prix Nobel de Chimie en 1935 « en reconnaissance de leur synthèse de nouveaux éléments radioactifs ». En 1937, une chaire de chimie nucléaire est créée au Collège de France pour Frédéric Joliot, et un site est acquis par la Caisse Nationale de la Recherche Scientifique pour y installer le Laboratoire de synthèse atomique.
C'est le début d'une inimitié et d'une méfiance réciproques, qui ne cesseront jamais, entre Jean Thibaud et Frédéric Joliot.

### Professeur à Lyon
En 1934, Jean Thibaud a 33 ans. Il décide de voler de ses propres ailes. Il se porte candidat à la chaire de Physique expérimentale de l'Université de Lyon. Ayant été nommé Maître de conférence à Lyon en 1935, il persuade Victor Grignard, doyen de la faculté des sciences, de la nécessité de créer un Institut de physique atomique à Lyon:
« Mon intention est de créer, à Lyon, un centre de physique moderne (rayons X, étude de l'atome et de ses radiations : positrons, neutrons, rayons cosmiques, transmutations et désintégrations) analogue à celui dont je disposais jusqu'ici au laboratoire de M. de Broglie à Paris. Si cette tentative de décentralisation aboutit, l'Université de Lyon posséderait un Institut de physique susceptible d'attirer un certain nombre de chercheurs, comparable à ceux qui, pour ce genre d'études, n'existent encore en France qu'à la faculté de Paris [...] J'ajoute que, mis au courant de mes intentions, le service de physique médicale de la Faculté de Médecine de Lyon et ceux du centre anti-cancéreux de l'Hôpital Grange Blanche ont exprimé le grand intérêt qu'ils prenaient à la création d'un organisme où il trouveraient une documentation et des techniques précieuses pour l'application des principes physiques nouveaux (tels les électrons, positrons, neutrons, etc.) à la thérapeutique (Lettre de Jean Thibaud au Doyen Grignard. »
Le nouvel Institut s'installe rue Raulin dans un bâtiment neuf à proximité de la faculté de Chimie et de l'Ecole centrale. Pour l'équiper, Thibaud présente au Doyen une demande de financement de 150 000 francs. Il lui faut en particulier : 
- une batterie d'accumulateurs de 120 V
- un générateur à haute tension de 170 kV, 10 mA
- un électroaimant à grand volume de champ (diamètre polaire 24 cm)
- un appareil à purification des gaz actifs
- deux ampoules à rayons X Siemens
- deux appareils à détente CTR Wilson
- un appareil de séparation des isotopes (spectrographe de masse)
- un électromètre de Wulf

L'institut est inauguré le 7 mars 1936. Il est animé par une dizaine de personnes, chercheurs et techniciens. Mais la règle est la même que chez Maurice de Broglie, à part le personnel technique rémunéré par l'Université, les chercheurs doivent se débrouiller pour trouver des ressources pour vivre. Il n'y a pas de travail en équipe. Chaque chercheur mène ses projets de façon relativement indépendante. En octobre 1937, André Moussa, jeune physicien, agrégé à 21 ans, rejoint l'Institut, après 2 ans passés chez Maurice de Broglie. En 1938, Thibaud accueille deux jeunes physiciens austro-hongrois, Peter Havas et Guido Beck. Ce dernier, recommandé par Niels Bohr, a travaillé avec Werner Heisenberg à Leipzig. A la déclaration de guerre, en septembre 1939, ils sont arrêtés et internés au camp de Chambaran. Après différents transferts, ils sont libérés et réussissent à quitter la France sans que Thibaud ne fassent rien pour les aider. Une partie du personnel de l'Institut est mobilisée. Quand les Allemands arrivent à Lyon le 19 juin 1940, Thibaud part à Bordeaux et revient quand les Allemands se retirent 10 jours plus tard.
En juin 1940, se présente une opportunité de revenir à Paris: Jean Perrin a pris sa retraite et s'est exilé. Jean Thibaud présente sa candidature la chaire de Chimie physique de la Sorbonne. Il est élu par le jury par 18 voix contre 13 voix à Francis Perrin. Il est nommé à titre provisoire et pour 6 mois pour assurer les enseignements et la direction du laboratoire. Cependant, compte tenu des difficultés de déplacement, il ne peut pas se rendre à Paris et sa nomination n'est pas renouvelée. Mais en octobre 1941, le Préfet de la Seine lui propose de devenir Directeur de l'École de Physique et de Chimie Industrielle de la ville de Paris, en remplacement de Paul Langevin, arrêté par la Gestapo en octobre 1940, suspendu de ses fonctions et placé en résidence surveillée à Troyes. Les autorités demandent à Paul Langevin de déménager son appartement de fonction rue Vauquelin pour que son successeur puisse s'y installer. 
Cette nomination, dans le cadre de l'occupation allemande, est mal perçue par le corps professoral de l'école qui vénère Paul Langevin et qui ignore son successeur, d'ailleurs fréquemment absent, puisqu'il ne quitte pas ses fonctions lyonnaises. Malgré les injonctions de l'administration qui l'invite à choisir entre Lyon et Paris, Jean Thibaud conserve ses deux fonctions jusqu'en 1946. Sur la page Wikipedia de l'Ecole, la direction de Jean Thibaud est ignorée. Le 25 septembre 1944, Paul Langevin se présente à l'EPCI pour reprendre son appartement de fonction mais, comme Jean Thibaud refuse de quitter les lieux, il s'installe sous les toits dans un appartement destiné à un garçon de laboratoire. Finalement Jean Thibaud rejoint, à Lyon, son Institut partiellement démoli par les bombardements alliés du 26 mai 1944, mais il est suspendu, avec demi-traitement, par arrêté du ministre de l'Education nationale. Il est rétabli dans ses fonctions le 25 mai 1945.
Jean Thibaud, physicien atomiste reconnu, aurait bien voulu prendre la direction du Commissariat à l'énergie atomique. Mais Frédéric Jolliot-Curie s'y est opposé. En 1950, il offre ses services à l'Armée dans la perspective du développement possible de l'arme nucléaire. À partir de 1951, il se consacre à la formation en physique nucléaire des officiers et sous-officiers de l'armée de terre. En 1955, il crée le Centre de perfectionnement en physique nucléaire dans un bâtiment militaire, le fort de la Vitriolerie. Il y installe, aux frais de l'armée, un générateur Cockcroft-Walton de 1,2 MV construit par l'entreprise suisse Haefely. Jean Thibaud travaille aussi sur la réinstallation de l'Institut de Physique atomique sur le site de la Doua à Villeurbanne où la nouvelle faculté des sciences doit être construite.
En 1938, il est élu membre de l'Académie des sciences, belles-lettres et arts de Lyon.
Jean Thibaud meurt à Lyon le 22 mai 1960, trois ans avant l'inauguration du nouvel Institut de Physique nucléaire dont il a établi les plans.

## Travaux scientifiques

### Accélérateurs de particules - premier cyclotron
En 1929, Jean Thibaud prend connaissance de la thèse de Rolf Widerøe, jeune physicien norvégien, qui décrit un dispositif pour accélérer les ions par impulsions électriques répétées. Il reproduit l'accélérateur linéaire de Widerøe et constate que l'appareil fonctionne mais que, pour obtenir des accélérations plus importantes, il faudrait construire un appareil démesurément long. 
C'est alors qu'il conçoit et réalise, dès novembre 1930, un accélérateur circulaire, indépendamment de Livingston et Lawrence. Il publie sa découverte au Congrès international d'électricité qui se tient à Paris en 1932. D'autre part, Maurice de Broglie ajoute une note de Jean Thibaud aux comptes rendus du 7ème Conseil de Physique Solvay, où l'invention de Livingston et Lawrence a été commentée, pour manifester qu'un chercheur de son laboratoire a eu la même idée. Après la construction de quelques prototypes, Jean Thibaud abandonne cette piste de recherche. Il publie quelques photos de ses cyclotrons dans son ouvrage Puissance de l'atome. Il n'a jamais chercher à faire valoir ses droits sur cette découverte. Il revient à son sujet initial, la caractérisation des particules émises par les corps radioactifs, en particulier le positron.

### Propriétés du positron
En 1933, Jean Thibaud précise les caractéristiques physiques du positron, la première antiparticule découverte par C.D Anderson en 1932. Il en mesure la charge et, de conserve avec Frédéric Joliot, il parvient à observer, pour la première fois, l'annihilation du positron et l'émission de photons de haute énergie en usant de la technique de la trochoïde. 

### Fission nucléaire
À la fin des années 1930, il s'est tourné vers la fission nucléaire avec des neutrons. Il travailla avec André Moussa (1915-1996), professeur de physique à Lyon .
Il a écrit des livres de vulgarisation scientifique sur la physique atomique et le génie nucléaire, ainsi qu'un livre sur les rayons X.

## Publications
La liste exhaustive des publications, ouvrages et conférences de Jean Thibaud a été établie par Pascal Bellanca-Penel. Il a recensé 96 publications dans des revues scientifiques dont 52 communications à l'Académie des sciences, 15 articles dans la presse et 22 conférences radiophoniques ou destinées à un public averti.

### Articles
Les articles mentionnés ci-dessous sont ceux qui sont accessibles sur HAL-Archives ouvertes.
- Jean Thibaud, « Les spectres Gamma caractéristiques et leur effet photoélectrique », J.Phys.Radium, Vol.6(3),‎ 1925, p. 82-98 (lire en ligne)

- Jean Thibaud, « Les spectres secondaires de rayons gamma: sur l'origine du fond continue et la variation d'intensité relative des raies », J.Phys.Radium, Vol.6(10),‎ 1925, p. 334-336 (lire en ligne)

- Jean Thibaud, « Spectrographe à réseau dans le vide pour l'ultraviolet de Millikan et les rayons X (réseau sous incidence tangentielle) », J.Phys.Radium, Vol.8(1),‎ 1927, p. 13-24 (lire en ligne)

- Jean Thibaud, « Spectrographe à réseau ligné pour rayons X de grandes longueurs d'onde », J.Phys.Radium, Vol.8(11),‎ 1927, p. 447-450 (lire en ligne)

- Jean Thibaud, « Effet magnétique longitudinal sur les faisceaux d'électrons lents (concentration et dilatation périodiques) », J.Phys.Radium, Vol.10(4),‎ 1929, p. 161-176 (lire en ligne)

- Jean Thibaud et Paul Comparat, « La réflexion des rayons X de grande longueur d'onde sur un miroir plan », J.Phys.Radium, Vol.1(2),‎ 1930, p. 37-48 (lire en ligne)

- Jean Thibaud et Jean J. Trillat, « Diffraction des rayons X dans les liquides et dans différentes substances. Effets de filtration de la radiation générale. Coefficients d'absorption d'acides liquides », J.Phys.Radium, Vol.1(8),‎ 1930, p. 249-260 (lire en ligne)

- Jean Thibaud et Paul Comparat, « Distribution des particules de désintégration de l'azote sous l'action des neutrons rapides. Niveaux de résonance du noyau 15N », J.Phys.Radium, Vol.10(4),‎ 1939, p. 161-170 (lire en ligne)

- Jean Thibaud, « Un effet constaté lors du passage des neutrons rapides dans la matière », J.Phys.Radium, Vol.10(6),‎ 1939, p. 282-290 (lire en ligne)

### Ouvrages
- Jean Thibaud, Les rayons X. Théorie et applications, Paris, Armand Colin, 1930,1934 (2e edition),1960 (5e édition)

- Jean Thibaud, Vie et transmutations de l'atome, Paris, Albin Michel, 1938, 1942 (2e édition)

- Jean Thibaud, Louis Cartan et Paul Comparat, Quelques techniques actuelles en physique nucléaire : méthode de la trochoïde, électrons positifs, spectrographie de masse, isotopes, compteurs de particules à amplification linéaire, compteur de Geiger et Müller, Paris, Gauthier-Villars, 1938

- Jean Thibaud, Energie atomique et univers, Lyon, M. Audin, 1945,1962 (4e edition)

- Jean Thibaud, Puissance de l'atome : de l'utilisation industrielle et du contrôle de l'énergie atomique au gouvernement mondial, Paris, Albin Michel, 1949

## Distinctions
1928, Prix Hugues de l'Académie des sciences de Paris
1930, Prix Henri Becquerel de l'Académie des sciences de Paris
1934, Prix Jérôme Ponti de l'Académie des sciences de Paris
1948, Président l'Académie des sciences, belles-lettres et arts de Lyon
1948, Prix Galitzine de la Société d'encouragement pour l'industrie nationale

## Hommages
Prix Jean Thibaud décerné par l'Académie des sciences, belles-lettres arts de Lyon à des jeunes chercheurs en physique nucléaire ou physique des particules élémentaires.